# Terremoto de Cumaná de 1929
El terremoto de cumaná de 1929 fue un Movimiento telúrico desastroso que se registró en la ciudad de Cumaná a las 07:45 (Hora Local) del 17 de enero. Según los testimonios de personas que vivieron esos aterradores momentos, el movimiento telúrico fue sentido por un lapso relativamente corto, con una duración de entre cinco y quince segundos y el ruido producido fue repentino e intenso.  Además, se observó una ola de Tsunami de entre cuatro y cinco metros de altura que afectó a todo el Golfo de Cariaco.

## Testimonios
El testimonio del cumanés Melchor Centeno Grau, quien vivió esos aciagos momentos fue:
“...lo primero que se sintió ese día fue una gran detonación, como una formidable centella, e inmediatamente una espantosa trepidación y ondulación que arruinó casi por completo todas las casas y edificios. El mar se retiró como 200 metros, y después vino una ola de seis metros de altura que barrió las casas de la playa.”
Al respecto, otros testigos declararon que la ola penetró más allá de la línea de costa en la zona de El Salado, desembocadura del río Manzanares y El Dique; pasando por el lecho del río hasta las inmediaciones del puente Guzmán Blanco, causando «una crecida del río».
El poeta cumanés, quien se encontraba preso en la Rotunda por enfrentar la dictadura de Juan Vicente Gómez, escribió una nota de carácter periodístico donde destaca este hecho y da cuenta de las circunstancias en las que conoció la terrible noticia:
“Estábamos en un calabozo de La Rotunda. Al promediar la mañana, el carcelero entró. Dijo cosas vagas, como si quisiera prepararnos a recibir malas noticias. Tenía todo el aire de quien prepara un golpe escénico, había en él una curiosa mezcla de conmiseración y deleite. Especialmente a mí me dirigía miradas de reserva piadosa. Ese hombre sabía que yo era cumanés.”

## Daños materiales
(según el reloj de la  Iglesia de Santa Inés) del 18 de enero de 1929, el cual trajo consigo la destrucción de más de 3.500 viviendas, del teatro de Cumaná (hoy catedral), destrucción parcial de muchas otras viviendas, del templo de Santa Inés, el castillo San Antonio y otras obras civiles de importancia para la ciudad.